# Kareem Queeley
Kareem Sherlock Queeley (Saint Kitts, 30 marzo 2001) è un cestista britannico con cittadinanza nevisiana e di formazione spagnola.

## Palmarès
- British Basketball League: 1

London Lions: 2023-2024